# Sergio Llull
Sergio Llull Meliá (Mahón, 15 novembre 1987) è un cestista spagnolo che gioca nel Real Madrid di cui è capitano.
Leggenda e bandiera del Real Madrid, è il giocatore con più partite sia nella sezione del basket che nella sezione calcistica, è considerato uno dei giocatori più forti a non aver mai giocato in NBA. Con 29 trofei è il giocatore più vincente in Spagna. Con la nazionale spagnola si è laureato campione del mondo nel 2019 e campione d’Europa nel 2009, 2011 e 2015; alle olimpiadi ha ottenuto un argento a Londra nel 2012 e un bronzo a Rio nel 2016. Noto per la sua capacità di segnare tiri forzati e da notevoli distanze oltre che essere un giocatore, è il giocatore con più tiri da tre punti in Liga Endesa e in Eurolega; nel marzo 2025 è stato inserito tra i 25 migliori giocatori della storia della competizione.

## Carriera

#### Manresa
Dopo aver debuttato con il Manresa (debutta in Liga endesa 8 Gennaio 2006).

### Real Madrid (2007-oggi)
Dal 2007 gioca per il Real Madrid. Nel 2009 è stato scelto dai Denver Nuggets al secondo giro del Draft. I diritti del giocatore sono stati successivamente ceduti agli Houston Rockets, ma la franchigia texana ha deciso di lasciarlo ancora in Spagna per farlo maturare dal punto di vista cestistico.
Al momento è il 5°  miglior realizzatore di sempre in Eurolega con più di 3600 punti segnati in poco più di 370 gare disputate.
Il 24 Luglio 2025 rinnova il contratto per un anno raggiungendo 20 stagioni con i Blancos.

## Nazionale
Il 25 maggio 2025 annuncia il ritiro dalla nazionale.

## Statistiche

### Eurolega
| Anno       | Squadra     | PG  | PT  | MP   | TC%  | 3P%  | TL%  | RP  | AP  | PRP | SP  | PP   |
| ---------- | ----------- | --- | --- | ---- | ---- | ---- | ---- | --- | --- | --- | --- | ---- |
| 2007-2008  | Real Madrid | 15  | 2   | 8,1  | 37,0 | 0,0  | 78,9 | 0,4 | 0,9 | 0,2 | 0,1 | 2,3  |
| 2008-2009  | Real Madrid | 19  | 4   | 19,0 | 46,8 | 38,0 | 92,6 | 1,1 | 2,2 | 0,5 | 0,2 | 6,9  |
| 2009-2010  | Real Madrid | 18  | 1   | 21,1 | 52,1 | 41,8 | 72,4 | 1,2 | 2,0 | 1,0 | 0,1 | 9,5  |
| 2010-2011  | Real Madrid | 23  | 22  | 28,0 | 40,6 | 34,3 | 84,1 | 2,3 | 3,0 | 0,8 | 0,1 | 11,9 |
| 2011-2012  | Real Madrid | 16  | 11  | 22,2 | 42,7 | 29,5 | 71,9 | 1,5 | 3,2 | 0,6 | 0,0 | 7,4  |
| 2012-2013  | Real Madrid | 27  | 25  | 27,0 | 40,0 | 33,9 | 78,1 | 2,3 | 3,2 | 0,6 | 0,1 | 10,4 |
| 2013-2014  | Real Madrid | 31  | 31  | 29,1 | 46,6 | 33,8 | 79,6 | 1,8 | 4,1 | 0,6 | 0,0 | 11,4 |
| 2014-2015† | Real Madrid | 30  | 30  | 27,5 | 43,9 | 37,9 | 82,1 | 1,7 | 5,8 | 0,8 | 0,1 | 10,4 |
| 2015-2016  | Real Madrid | 24  | 23  | 27,8 | 37,8 | 35,0 | 80,7 | 1,8 | 4,6 | 0,7 | 0,2 | 12,8 |
| 2016-2017  | Real Madrid | 33  | 33  | 27,8 | 41,7 | 33,0 | 84,7 | 1,8 | 5,9 | 0,7 | 0,1 | 16,5 |
| 2017-2018† | Real Madrid | 4   | 0   | 18,0 | 36,1 | 37,5 | 50,0 | 0,5 | 4,5 | 0,5 | 0,0 | 10,0 |
| 2018-2019  | Real Madrid | 27  | 22  | 21,4 | 35,8 | 32,1 | 95,8 | 2,0 | 4,0 | 0,4 | 0,0 | 10,5 |
| 2019-2020  | Real Madrid | 16  | 2   | 18,6 | 28,7 | 28,8 | 89,3 | 1,2 | 3,5 | 0,6 | 0,1 | 7,5  |
| 2020-2021  | Real Madrid | 26  | 3   | 17,7 | 36,6 | 33,0 | 86,3 | 1,5 | 3,0 | 0,4 | 0,0 | 8,7  |
| 2021-2022  | Real Madrid | 36  | 2   | 19,8 | 33,0 | 30,6 | 70,1 | 1,7 | 2,8 | 0,5 | 0,0 | 8,8  |
| 2022-2023† | Real Madrid | 29  | 3   | 16,8 | 30,6 | 29,4 | 91,3 | 1,2 | 2,4 | 0,3 | 0,0 | 6,1  |
| 2023-2024  | Real Madrid | 33  | 2   | 18,1 | 37,1 | 34,0 | 72,7 | 1,2 | 2,0 | 0,3 | 0,0 | 7,9  |
| 2024-2025  | Real Madrid | 40  | 3   | 17,1 | 32,6 | 29,2 | 81,2 | 1,4 | 2,2 | 0,4 | 0,0 | 6,6  |
| Carriera   | Carriera    | 447 | 219 | 21,9 | 38,8 | 33,0 | 81,6 | 1,6 | 3,3 | 0,5 | 0,1 | 9,7  |

## Palmarès

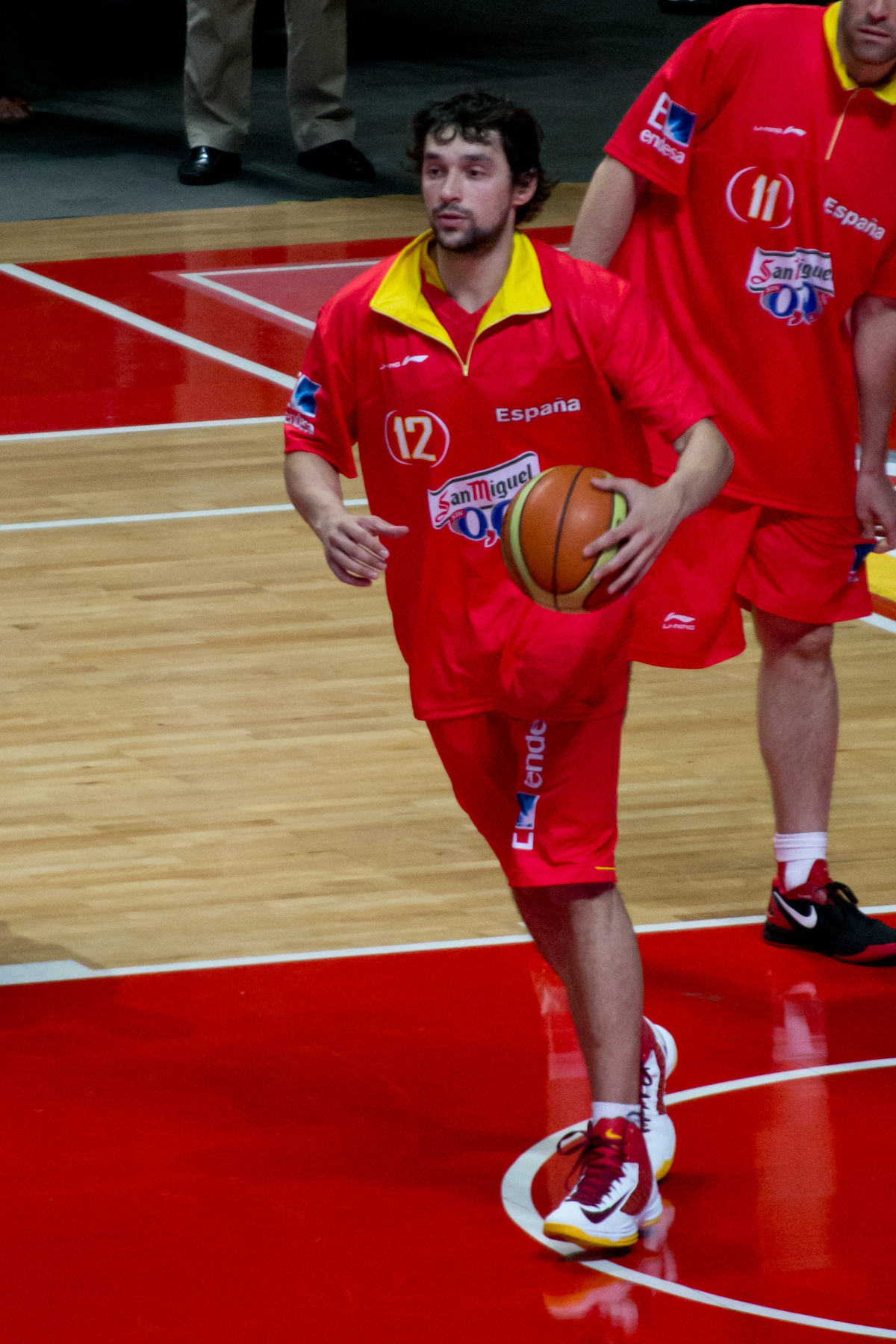
Llull in riscaldamento con la nazionale spagnola

### Club
- Campionato spagnolo: 9

Real Madrid: 2006-2007, 2012-2013, 2014-2015, 2015-2016, 2017-2018, 2018-2019, 2021-2022, 2023-2024, 2024-2025
- Copa del Rey: 7

Real Madrid: 2012, 2014, 2015, 2016, 2017, 2020, 2024
- Supercoppa spagnola: 9

Real Madrid: 2012, 2013, 2014, 2018, 2019, 2020, 2021, 2022, 2023
- Eurolega: 3

Real Madrid: 2014-2015, 2017-2018, 2022-2023
- Coppa Intercontinentale: 1

Real Madrid: 2015

### Nazionale
- Europei:  3

2009, 2011, 2015
- Mondiali:  1

2019

### Individuale
- All-Euroleague Second Team: 1

Real Madrid: 2010-11
- MVP Coppa del Re: 2

Real Madrid: 2012, 2017
- MVP Supercoppa spagnola: 3

Real Madrid: 2014, 2018, 2021
- MVP finali Liga ACB: 2

Real Madrid: 2014-15, 2015-16
- MVP Coppa Intercontinentale: 1

Real Madrid: 2015
- All-Euroleague First Team: 1

Real Madrid: 2016-17
- Euroleague MVP: 1

Real Madrid: 2016-17
- Liga ACB MVP: 1

Real Madrid: 2016-17
- All-25 Euroleague team